# Vlag van Benschop

Vlag van de gemeente Benschop (1965-1989)

De vlag van Benschop is op 1 maart 1965 bij raadsbesluit vastgesteld als de gemeentevlag van de gemeente Benschop. De vlag kan als volgt worden beschreven:
Vijf banen van gelijke hoogte van rood, wit, oranje, geel en zwart.
De kleuren van de vlag zijn ontleend aan het gemeentewapen en aangevuld met oranje om de relatie met het koningshuis weer te geven. Willem van Oranje verkreeg de baronie IJsselstein, waartoe Benschop behoort, door zijn huwelijk met Anna van Buuren in 1551. De horizontale banen zijn ontleend aan de vlag van Nederland en de vlag van de voormalige baronie.
In 1989 is Benschop opgegaan in de gemeente Lopik. De vlag is daardoor als gemeentevlag komen te vervallen.

## Verwante afbeeldingen

Het wapen van Benschop

Amerongen 
· Benschop 
· Breukelen 
· Doorn 
· Driebergen-Rijsenburg 
· Harmelen 
· Jutphaas 
· Kamerik 
· Kockengen 
· Leersum 
· Linschoten 
· Loenen 
· Loosdrecht 
· Maarn 
· Maarssen 
· Maartensdijk 
· Mijdrecht 
· Polsbroek 
· Snelrewaard 
· Stoutenburg 
· Vianen 
· Vinkeveen en Waverveen 
· Vleuten-De Meern 
· Vreeswijk 
· Wilnis 
· Zegveld 
· Zuilen